# Poelkapelle
Poelkapelle (fr. Poelcappelle, vls. Poekapelle) – dzielnica (deelgemeente) gminy Langemark-Poelkapelle w Belgii, w Regionie Flamandzkim, w prowincji Flandria Zachodnia, w okręgu Ieper. 1 stycznia 2020 roku liczyła 2166 mieszkańców. Do 31 grudnia 1976 samodzielna gmina.

## Demografia
Liczba mieszkańców, stan na 1 stycznia:
| Rok                | 1930 | 1947 | 1961 | 2020 |
| ------------------ | ---- | ---- | ---- | ---- |
| Liczba mieszkańców | 2011 | 2083 | 1948 | 2166 |